# Drew Brandon
Drew Brandon (Corona, California, 11 de mayo de 1992) es un baloncestista estadounidense que actualmente se encuentra sin equipo. Con 1,93 metros de estatura, juega en la posición de base o escolta.

## Trayectoria deportiva

### Universidad
Pasó sus dos primeros años en el pequeño Sierra College de Rocklin, California, perteneciente a la CCCAA. Allí en su segunda temporada promedió 15,5 puntos, 7,4 rebotes, 6,8 asistencias y 1,2 robos de balón por partido, siendo elegido en el mes de enero Atleta del Mes de todo el conjunto de junior college de California.
En 2013 fue transferido a los Eagles de la Eastern Washington University, de la división I de la NCAA, donde completó otros dos años más, promediando 10,0 puntos, 6,7 rebotes y 4,9 asistencias por partido, recibiendo en 2015 una mención honorífica por parte de la Big Sky Conference.

### Profesional
Tras no ser elegido en el Draft de la NBA de 2015, firmó su primer contrato profesional con el Bayer Giants Leverkusen de la ProA, la segunda división alemana. Jugó una temporada, promediando 10,4 puntos, 5,8 rebotes y 4,3 asistencias por partido.
En noviembre de 2016 aterrizó en el CS Phoenix Galați de la liga rumana, donde jugó una temporada, y sus cifras bajaron hasta los 8,8 puntos y 5,6 rebotes por encuentro.
El 13 de octubre de 2017 fichó por el conjunto polaco del Czarni Słupsk. El 10 de enero de 2018, en un partido ante el Asseco Prokom Gdynia, logró 28 puntos, 18 rebotes y 11 asistencias, convirtiéndose así en el noveno jugador en la historia de la liga polaca en conseguir un triple-doble. Jugó 16 partidos, en los que promedió 11,6 puntos y 7,6 rebotes. El 6 de febrero abandonó el equipo para fichar por el Kouvot Kouvola de la Korisliiga finesa, donde acabó la temporada promediando 8,9 puntos y 5,8 rebotes por encuentro.
El 9 de julio de 2018 regresó a la liga polaca al firmar con el AZS Koszalin.